# Ханике
Ханике (фин. Hanike, Hanikke) — деревня в Кузёмкинском сельском поселении Кингисеппского района Ленинградской области.

## История
На карте Ингерманландии А. И. Бергенгейма, составленной по шведским материалам 1676 года, обозначена деревня Hannicka.
На шведской «Генеральной карте провинции Ингерманландии» 1704 года — Hanickÿ.
Как безымянная деревня она упомянута на «Географическом чертеже Ижорской земли» Адриана Шонбека 1705 года.
На картах XIX века не отмечена.
В начале XX века деревня административно относилась ко 2-му стану Ямбургского уезда Санкт-Петербургской губернии. Население деревни было исключительно финским.
В 1920 году по Тартускому мирному договору территория на которой находилась деревня Ханике, так называемая Эстонская Ингерманландия, отошла независимой Эстонии.
В период с 1920 по 1940 год деревня находилась в составе волости Нарва, Эстония.
В 1931 году ижорка Мария Вахтер (Ефимова) из Ханике выступала на IV финно-угорской культурной конференции в Хельсинки. В 1937 году в Таллине были сделаны студийные записи её песен.

План деревни Ханике. 1938 год

Согласно топографической карте 1938 года деревня называлась Ханника, в деревне было своё почтовое отделение.
С 1940 по 1944 год — в составе Эстонской ССР.
В 1943 году деревни Новая Ропша и Ханике учитывались совместно, в них проживали 64 человека. За жителями деревень числилось: 35,3 га обрабатываемых сельхозугодий, 8 лошадей, 15 коров, 10 овец и 1 свинья. Национальный состав деревень — ижора и ингерманландцы.
В 1944 году была передана в состав Ленинградской области РСФСР.
По данным 1966, 1973 и 1990 годов деревня Ханике входила в состав Кузёмкинского сельсовета Кингисеппского района.
Население деревни в 1997 году — 4 человека, в 2002 году также 4 человека (все русские), в 2007 году — 8, в 2010 году — 3.

## География
Деревня расположена в западной части района на автодороге 41К-109 (Лужицы — Первое Мая).
Расстояние до административного центра поселения — 4 км.
Расстояние до ближайшей железнодорожной станции Усть-Луга — 23 км.
Деревня находится на берегу реки Мертвица к югу от деревни Ропша, в 4 километрах от центра поселения.

## Демография
| 2007 | 2010 | 2017 |
| ---- | ---- | ---- |
| 8    | ↘3   | ↗8   |

### Национальный состав
Согласно данным Всероссийской переписи населения 2021 года в деревне проживали 10 человек, из них:
 русские — 7 человек, остальные национальность не указали.

## Фото

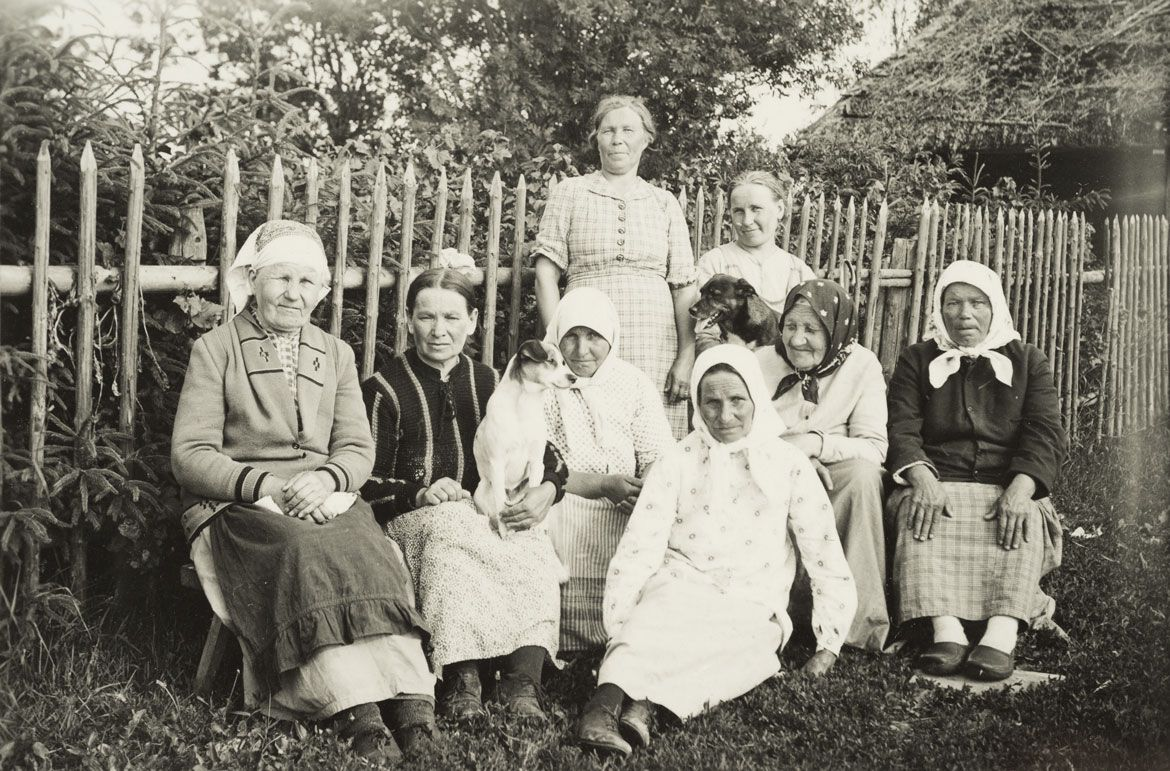
Первая слева — исполнительница народных ижорских песен Мария Вахтер. Деревня Ханике. 1939 год

## Улицы
Берёзовая.